# Gadomus
 Gadomus és un gènere de peixos actinopterigis de la família dels macrúrids i de l'ordre dels gadiformes.

## Taxonomia
- Gadomus aoteanus (McCann & McKnight, 1980)
- Gadomus arcuatus (Goode & Bean, 1886)[3]
- Gadomus capensis (Gilchrist & von Bonde, 1924)
- Gadomus colletti (Jordan & Gilbert, 1904)
- Gadomus denticulatus (Gilbert & Hubbs, 1920)
- Gadomus dispar (Vaillant, 1888)[4]
- Gadomus filamentosus (Smith & Radcliffe, 1912)
- Gadomus introniger (Gilbert & Hubbs, 1920)
- Gadomus longifilis (Goode & Bean, 1885)[5]
- Gadomus magnifilis (Gilbert & Hubbs, 1920)
- Gadomus melanopterus (Gilbert, 1905)
- Gadomus multifilis (Günther, 1887)
- Gadomus pepperi (Iwamoto & Williams, 1999)[6][7][8][9][10][11][12]